# 萨拉济
萨拉济（法語：Salazie，法語發音：[salazi]）是法国海外省留尼汪的一个市镇，属于圣伯努瓦区。

## 地理
萨拉济（21°1'39"S, 55°32'24"E）面积103.82 平方千米，位于法国海外省留尼汪。
与萨拉济接壤的市镇（或旧市镇、城区）包括：布拉帕农、锡拉奥斯、拉波塞雄、圣安德烈、圣伯努瓦、圣但尼、圣玛丽、圣苏珊。
萨拉济的时区为UTC+04:00。

## 行政
萨拉济的邮政编码为97433，INSEE市镇编码为97421。

## 政治
萨拉济所属的省级选区为圣安德烈第三县。

## 人口
萨拉济于2022年1月1日时的人口数量为7333人。